# Веснин, Андрей Юрьевич
Андрей Юрьевич Веснин (род. 1963) — российский учёный-математик, специалист в области геометрии и топологии трехмерных многообразий, член-корреспондент РАН (2008).

## Биография
Родился 24 апреля 1963 года.
В 1985 году — окончил Омский государственный университет.
С 1987 по 1991 годы — стажировка и аспирантура в Новосибирском государственном университете.
В 1991 году — защитил кандидатскую диссертацию, тема: «Дискретные группы и трехмерные многообразия» (научный руководитель — С. Л. Крушкаль).
В 2005 году защитил докторскую диссертацию, тема: «Объемы и изометрии трехмерных гиперболических многообразий и орбифолдов», степень присвоена в 2006 году.
В 2008 году — избран членом-корреспондентом РАН.
С 1991 года по настоящее время — работает в Института математики имени С. Л. Соболева СО РАН, с 2009 года — заведующий лабораторией прикладного анализа.

## Научная деятельность
Ведет исследования в областях:
трехмерная топология, теория узлов, гиперболическая геометрия, комбинаторная теория групп, теория графов и приложения.
Автор более 90 научных работ.
С 1991 года — ведет преподавательскую деятельность в НГУ (с 2006 года — профессор).
С 2006 по 2015 годы — профессор, заведующий кафедрой «Высшая математика», ОмГТУ.

### Работа в научных журналах
- главный редактор журнала «Сибирские электронные математические известия»;
- член редколлегий журналов «Сибирский математический журнал» и «Scientiae Mathematicae Japonicae»;
- рецензент журналов: «Алгебра и логика», «Дискретный анализ и исследование операций», «Математические заметки», «Математические труды ИМ СО РАН», «Сибирский математический журнал», «Сибирские электронные математические известия», «European Journal of Combinatorics», «Fundamenta Mathematicae», «Journal of Group Theory», «Journal of Lie Theory», «Journal of Transformation Groups», «Mathematica Balkanica», «Proceedings of the Edinburgh Mathematical Society», «Rocky Mountains Mathematical Journal», «Topology and Its Applications».